# Трансрапид
Трансрапид возови представљају посебну врсту брзих возова чији је принцип рада заснован на технологији магнетне левитације уз употребу линеарног мотора. Овај систем развила немачка компанија Трансрапид Интернатионал и још увек је у фази испитивања. Једина озбиљнија комерцијална употреба је у Кини, где овај воз повезује Шангајску ваздушну луку са градом.
Базирано на патенту из 1934. године, планирање Трансрапид-овог система почело је 1969. године. Тест објекат налази се у Емсланду, Немачка. Године 2004. први пут је пуштена у рад пруга за брз превоз путника у Шангају, Кина. Трансрапид се још не користи за превоз путника на велике даљине. Не постоји брже превозно средство у копненом саобраћају од Трансрапид-а.
Трансрапид користи безконтактну технологију за левитацију, управљање и вучу, нехабајућу електронику уместо механичких система. 
Главне карактеристике Трансрапид маглев система су:
- Лебдење без контакта и без трења, технологија вођења и погона која је независна од трења;
- Синхрони уздужни линеарни мотор интегрисан у вођицу;
- Висок ниво сигурности и комфор при свим брзинама путовања;
- Висока моћуубрзања и кочења;
- Флексибилно подешавање рута вођице захваљујући малом пречнику закривљености и високом степену способности пењања (10%);
- Низак ниво буке;
- Ниски утрошци енергије и мали оперативни трошкови.

## Планирани пројекти
- Кина - проширење постојеће трасе, која би у коначној фази повезивала Пудонг Интернашонал Аирпорт са Хангжу, као и Хонг Ћиао Аирпорт са мега-градом Шангај.
- Немачка - Минхен - спојна траса главне железничке станице и аеродрома.
- Голфска Регија - два одвојена система кроз пустињу. Доха-Манана и Абу Даби Сити-Дубаи
- Велика Британија - Глазгов-Лондон
- Холандија - Рандстад Рапид, кружни (прстенасти) спој великих градова
- САД - Неколики системи од којих је највећи Лас Вегас-Прим пројект

Иако је сам погон маглев возова врло јевтин и исплатив, цена изградње комплетне инфраструктуре је веома висока. Тако велика инвестиција је превелики ризик. Цена изградње саме трасе (линеарни мотор) је највећа ставка. Тренутно се ради на новим и јевтинијим начинима изградње траса.